# کناف
گروه کناف، مستقر در ایفوفن، هلدینگ شرکت‌های گروه کناف آلمان است که با داشتن کارخانه تولید و سنگ خام در بیش از ۹۰ کشور در سراسر جهان فعالیت می‌کنند. این کسب و کار خانوادگی تولیدکننده و توزیع کننده سیستم‌های دیوار خشک، کف، گچ و نما با نام تجاری کناف می‌باشد که در سال ۱۹۳۲ تأسیس شد.

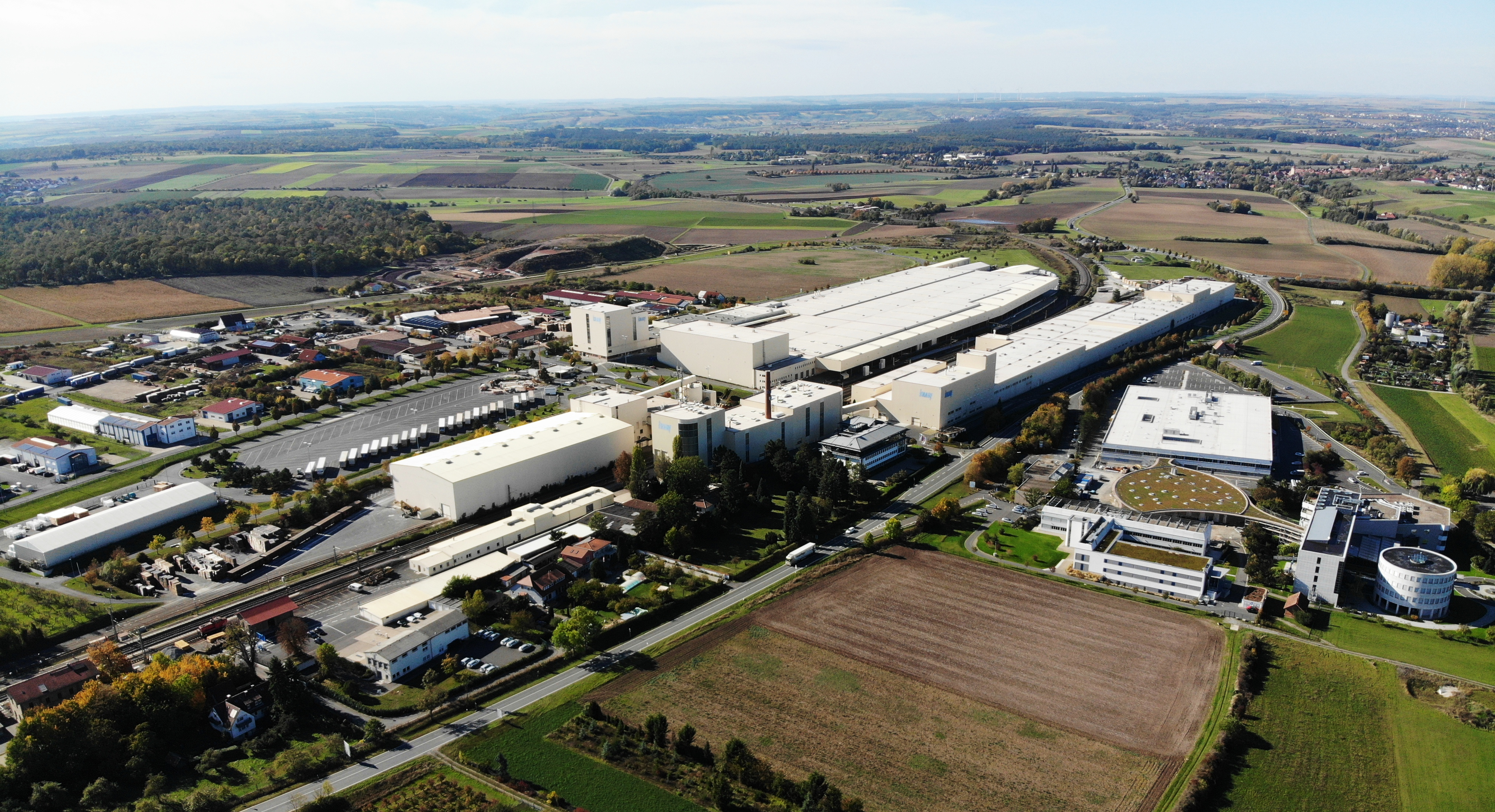
تصویر هوایی کارخانه کناف ایفوفن

در طول سال‌ها، این گروه به پیشرفت خود ادامه داده و با گسترش سبد محصولات و ارائه محصولات نوآورانه، موقعیت برتری در صنعت ساخت و ساز را تثبیت کرده است. کناف با تأسیس کارخانه‌ها در کشورهای مختلف جهان و سرمایه‌گذاری‌های متعدد، شبکه توزیع گسترده‌ای را ایجاد کرده است.
گستره محصولات این شرکت هم‌اکنون شامل ملزومات سیستم‌های ساخت و ساز خشک مثل متعلقات آن نظیر صفحات روکش‌دار گچی، سازه‌های فولادی گالوانیزه سبک، انواع سیستم‌های سقف کاذب و دیگر محصولات ساختمانی با آخرین فناوری روز دنیا می‌باشد.
هم‌اکنون شرکت کناف با داشتن بیش از ۸۰ کارخانه و ۳۰۰ مرکز تولیدی، در ۹۰ کشور جهان فعالیت دارد. در دفاتر و کارخانجات این شرکت در سراسر جهان بیش از ۴۰٬۰۰۰ نفر فعالیت دارند که تلاش همگی آن‌ها حصول موفقیت شرکت و در نتیجه ایجاد امنیت اقتصادی و رشد و توسعه حرفه‌ای خود است.
فعالیت بین‌المللی این شرکت در زمینه‌های زیر جریان دارد:
- سیستم‌ها و مصالحی که بر مبنای مادهٔ معدنی گچ تولید می‌شوند
- عایق‌های صوتی و حرارتی
- استخراج سنگ آهک و تولید مصالح مرتبط با این ماده ساختمانی
- مصالح و مواد ساختمانی بر پایه گچ و سیمان
- تجهیزات و ماشین‌آلات تولیدکننده مصالح فوق سبک

یکی از اصول این شرکت تأسیس واحدهای صنعتی در مناطقی است که مواد اولیه فراوان و بازار مصرف مناسب این تولیدات وجود داشته باشد. در این راستا واحدهای متعدد تولیدیِ این گروه در شرق اروپا و نقاط مختلف آسیا در حال احداث است که نتیجه آن افزایش اشتغال و تولید مواد و مصالحی با کیفیت ممتاز برای برآورده کردن نیازهای فردای این جوامع می‌باشد.

### کناف در ایران
در ایران، سیستم‌های ساخت و ساز خشک تحت عنوان «کناف ایران» از اوایل دهه ۱۳۸۰ خورشیدی رواج یافت و به‌مرور با راه‌اندازی خطوط تولید داخلی گسترش پیدا کرد. این محصولات شامل دیوارهای جداکننده، سقف‌های کاذب، پنل‌های گچی، آکواپنل‌های مقاوم در برابر رطوبت و سازه‌های فلزی هستند که در پروژه‌های ساختمانی گوناگون مانند مجتمع‌های مسکونی، بیمارستان‌ها و ساختمان‌های تجاری مورد استفاده قرار می‌گیرند. برای آشنایی بیشتر با نمونه محصولات، استانداردهای فنی و شیوه‌های اجرای سیستم‌های ساخت و ساز خشک در ایران، می‌توان به وب‌سایت شرکت کناف ایران مراجعه کرد.